# ایروسور
ایروسور (نام علمی: Aerosaurus) نام یک سرده از شاخه طنابداران است.